# Смуга прокрутки

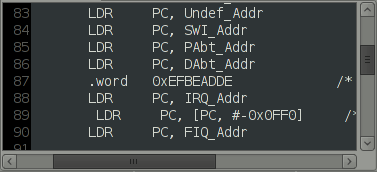
Горизонтальна та вертикальна смуги прокрутки по боках текстової області

Смуга прокрутки, смуга прокручування (англ. scrollbar)— спеціальний елемент графічного інтерфейсу користувача, що дозволяє переміщуватись по зображенню, тексту, табличній інформації та ін., що не вміщуються у відведеному для них місці екрану. Розрізняють горизонтальну та вертикальну смуги прокрутки. Управління переміщенням вмісту області дисплею відбувається за допомогою переміщення по смузі спеціального бігунка, переважно, з використанням лівої кнопки миші.
Смугу прокрутки не слід плутати з повзунком (англ. slider) — іншим елементом графічного інтерфейсу користувача, який дещо схожий за зовнішнім виглядом до смуг прокрутки, проте слугує для зміни певного значення, а не для прокручування вмісту екрану або його області.
В мові програмування Java, горизонтальна та вертикальна смуги прокрутки зображаються за допомогою спеціальної графічної компоненти — панелі прокрутки (англ. scroll pane).